# Lev Abramovics Kasszil
Lev Abramovics Kasszil (oroszul: Лев Абра́мович Касси́ль) (Pokrovszkaja, 1905. június 27. – Moszkva, 1970. június 21.) szovjet-orosz író. Műveiben elsősorban a szovjet gyerekek, tizenévesek és fiatal felnőttek életét ábrázolta, melyben szerepet kapott az iskola, a sport, a kulturális élet, és a háború.

## Élete
1923-ban a Moszkvai Állami Egyetemen matematika-fizika szakán végzett, aerodinamikát tanult.
Első meséjét 1925-ben publikálta. 1927-ben Majakovszkij segítségével a Novij LEF című folyóirat munkatársa lett. Az 1930-as években az Izvesztyija című lapban jelentek meg a karcolatai, és ekkor születtek meg első ifjúsági regényei.
1950-ben a Vologya utcája (Улица младшего сына) című könyvéért megkapta az Irodalmi Sztálin-díjat.
Kasszil hosszú ideig tanított a Makszim Gorkij Irodalmi Intézetben, 1965-ben választották a Szovjet Tudományos Akadémia rendes tagjává.

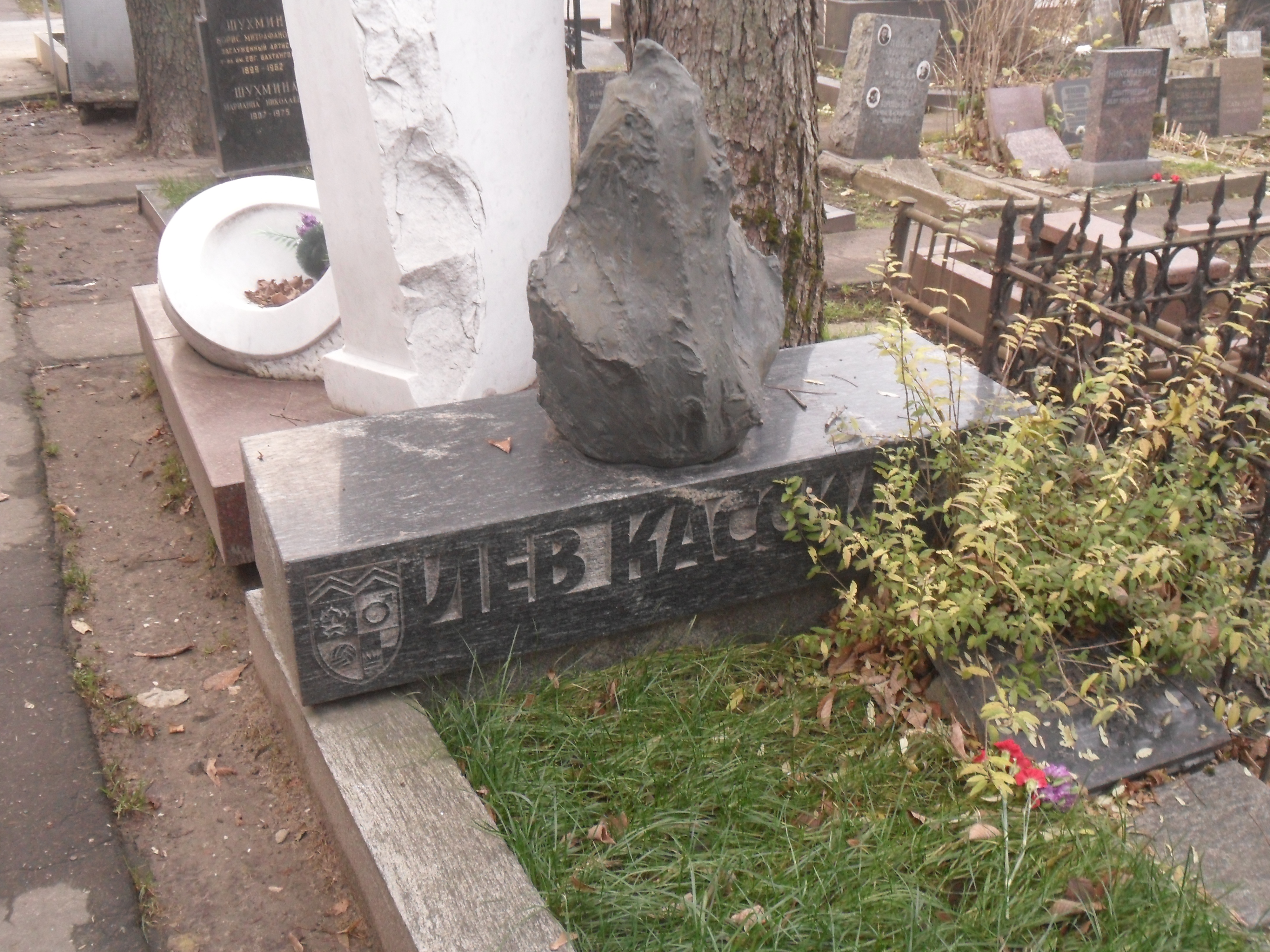
Lev Kasszil sírja a Novogyevicsij-kolostor temetőjében, Moszkvában

## Magyarul
- Ljev Kasszilj: Drága kisfiam! Ifjusági regény; ford. Makai Imre; Huszár B., Bp., 1945
- A. Kiszelyev: A kis tengerész; ill. Kovács Z.; Híd, Szubotica, 1946
- Ljev Kasszilj: Egy kislány szerencséje; ford. P. Tarczay Gizella, ill. Janovits István; Dante, Bp., 1948
- Ljev Kasszilj: A hős testvére. Ifjúsági regény; ford. Sultson Ina; Új Magyar Könyvkiadó, Bp., 1949
- Lyev Kasszily: Drága kis pajtásaim. A halász-öböl kommandósai. Elbeszélés; ford. Rotman Miklós; Kárpátontúli Területi Könyv- és Újságkiadó, Uzshorod, 1949
- Lev Kaszil–Maksz Poljanovszkij: Vológya utcája; ford. Gyáros László; Athenaeum, Bp., 1950
- Tűzveszélyes rakomány; Vasút Politikai Osztály, Bp., 1951 (A szovjet vasút hősei – kiskönyvtár)
- Hókirálynő. Regény; ford. Gellért György, ill. Szőnyi Gyula; Móra, Bp., 1959 ISBN 9631139875
- Az egyetlen szerep. Regény; ford. Gellért György, ill. R. Szabó Ágnes; Móra, Bp., 1961
- Svambránia nagy titka. Két lovag páratlan kalandjainak története, amit Ardelar Keys beszél el; ford. Gellért György, ill. Végh Dezső; Ifjúsági, Bukarest, 1957 ISBN 9631130479
- Lev Kaszil–Maksz Poljanovszkij: Vologya utcája; ford. Gyáros László; 2., átdolg. kiad.; Ifjúsági, Bp., 1954 ISBN 9631102122
- Őfensége nyaral. Regény; ford. Gellért György, ill. Zsoldos Vera; Móra, Bp., 1969 (Sirály könyvek)
- Majakovszkij; ford. Gellért György; Móra, Bp., 1969 (Nagy emberek élete)[1]
- A napsugár szerelmese. Egy ifjú festőművész története. Kolja Dmitrijevnek. A könyv hősének rajzaival és festményeivel; ford. Kertész Erzsébet; Ifjúsági, Bp., 1956
- Kasszil–Poljanovszkij: Nem mese ez, Gorka!; ford. Rab Zsuzsa, ill. Zsoldos Vera; Móra, Bp., 1974 ISBN 963110043X
- Drága fiam; ford. Makai Imre; ill. Würtz Ádám; Móra, Bp., 1975 ISBN 9631103803

## Emlékezte
Lev Kasszil emlékét egy kisbolygó őrzi, a 2149 Schwambraniya, melyet 1977-ben egy szovjet csillagász Nyikolaj Sztyepanovics Csernih fedezett fel.

## Fordítás
- Ez a szócikk részben vagy egészben  a   Lev Kassil című angol Wikipédia-szócikk ezen változatának fordításán alapul.  Az eredeti cikk szerkesztőit annak laptörténete sorolja fel. Ez a jelzés csupán a megfogalmazás eredetét és a szerzői jogokat jelzi, nem szolgál a cikkben szereplő információk forrásmegjelöléseként.